# Cyperus hystricinus
Cyperus hystricinus är en halvgräsart som beskrevs av Merritt Lyndon Fernald. Cyperus hystricinus ingår i släktet papyrusar, och familjen halvgräs. Inga underarter finns listade i Catalogue of Life.